# Winter Olympics: Lillehammer '94
"Winter olympic Games" fue un videojuego creado para coincidir con los XVII Juegos Olímpicos de Invierno celebrados en Lillehammer, Noruega ,Y fue el videojuego oficial de los Juegos Olímpicos de Invierno de ese año. El juego se lanzó en 6 plataformas diferentes, la primera de las cuales fue la versión de Amiga desarrollada por ID Software {Pronunciado: I-dee} (que no debe confundirse con el "id software" {Pronunciado: / ɪd / id}) que luego fue portado a MS-DOS. Y luego para la versión de Sega Genesis y Mega drive desarrollada por Tiertex. Y luego la versión de Game Boy desarrollada por "Unexpected Development". Luego, la versión de Super Nintendo que también fue desarrollada por Tiertex, y basada en la versión de Genesis / Mega Drive. Luego, la versión del Sega Master System desarrollada por Tiertex también. Y finalmente el Sega Game Gear que recibió una versión ligeramente modificada del lanzamiento de Master System.Todas las versiones permiten a los jugadores jugar el juego en diferentes idiomas. Las versiones de la consola doméstica tienen traducciones para 8 idiomas diferentes:  
-Inglés
-Francés
-Noruego
-Italiano
-Alemán
-Español
-Sueco
-Portugués
Ninguna de las versiones de la consola Home tiene letras acentuadas en sus conjuntos de caracteres, con la excepción de la versión Mega Drive que contiene algunos Acentos pero aún muy limitada (Ø, ø, Å, å, æ & é) como una solución a los diagramas æ y œ se representan como letras separadas y todas las palabras con signos diacríticos se muestran sin acentos. Aunque los Juegos tienen una traducción al español, ya que el juego carece de letras acentuadas, como la N con el tidle (ñ) se representa como una N estándar, lo que hace que algunas palabras se vean mal.
La versión para PC también admite 8 idiomas diferentes, pero abandonó la opción portuguesa en favor de una configuración de idioma neerlandés. Aunque a diferencia de las versiones de la consola doméstica, la versión para PC parece incluir todos los caracteres principales acentuados para los 8 idiomas disponibles.
El juego contó con 10 eventos deportivos de invierno. También existen grandes diferencias entre plataformas. Los jugadores pueden representar países de todo el mundo.

## Acontecimientos
- Downhill
- Slalom gigante
- Super G
- Slalom
- Bobsleigh
- Luge
- Esquí Moguls (Versiones de consola sólo)
- El esquí que salta
- Biatlón
- Pista corta

## Playable Naciones
Alemania
Australia
Austria
Brasil
Canadá
China
Estados Unidos
España
Finlandia
Francia
Gran Bretaña
Italia
Japón
Noruega
Los Países Bajos
Rusia
Suecia
Suiza

## Competición
El jugador puede entrenar libremente y competir en ambos lleno o mini olimpiada (los acontecimientos seleccionaron por el jugador). Durante competición,  hay ambas medallas y mesas de puntos. Mientras en puntos de "Olympic Gold" estuvieron otorgados según la mesa de medallas, en olimpiada de Invierno  estuvieron dados según los resultados mejores, gusta decatlón. Haciendo tan, sea perfectamente posible a alguien gana la medalla de oro en pista corta, y conseguir pocos más puntos que otros patinadores (incluso no finalistas) aquello mejoró cualificar tiempo. Esto puntuando el método también significó que alguien quién ganó medallas de oro en seis o siete acontecimientos podrían caer fuera de la parte superior 10 si descalificado en el restante tres. sin embargo, en la versión para PC, el evento de biatlón se divide en varias partes y uno de los eventos se disputa alternativamente entre cada parte.

## Diferencias
Hay muchas diferencias entre las versiones liberaron para cada sistema. A pesar de que aquello podría ser explicado por hardware diferente, cuando de 1993 sea posible de hacer un videojuego basado en un 16 mordió consola utilizando la versión de PC como base. En este caso, las diferencias se debieron a la elección para utilizar de US Gold. dos compañías que desarrollan versiones diferentes del juego por separado y también a la metodología de desarrollo de Tiertex, quién utilizó un programador de juego diferente para cada plataforma cada cual uno programando en una Lenguaje ensamblador diferente. así, eliminando el requisito de portar el código para que sea compatible con otras plataformas. Entre diferencias importantes, Moguls de estilo libre es diferente en el 16-bit versiones, y en general la versión de Super Nintendo la es mucho más implacable que el versións de Mega Drive/Génesis  del Paseo, mientras la versión de Master System en Game Gear es el dejando control mejor en alpino skiing acontecimientos.